# Pambujan
Pambujan is een gemeente in de Filipijnse provincie Northern Samar op het eiland Samar. Bij de laatste census in 2007 had de gemeente bijna 28 duizend inwoners.

## Geografie

### Bestuurlijke indeling
Pambujan is onderverdeeld in de volgende 26 barangays:
| - Cababto-an - Cabari-an - Cagbigajo - Camparanga - Canjumadal - Doña Anecita - Ge-adgawan - Geparayan - Ginulgan - Igot - Inanahawan - Manahao - Paninirongan | - Poblacion District 1 - Poblacion District 2 - Poblacion District 3 - Poblacion District 4 - Poblacion District 5 - Poblacion District 6 - Poblacion District 7 - Poblacion District 8 - San Ramon - Senonogan - Sixto T. Balanguit, Sr. - Tula - Ynaguingayan |

## Demografie
Pambujan had bij de census van 2007 een inwoneraantal van 27.837 mensen. Dit zijn 2.443 mensen (9,6%) meer dan bij de vorige census van 2000. De gemiddelde jaarlijkse groei komt daarmee uit op 1,27%, hetgeen lager is dan het landelijk jaarlijks gemiddelde over deze periode (2,04%). Vergeleken met de census van 1995 is het aantal mensen met 5.685 (25,7%) toegenomen.

De bevolkingsdichtheid van Pambujan was ten tijde van de laatste census, met 27.837 inwoners op 163,9 km², 169,8 mensen per km².